# Miracle Records
Miracle Records foi uma gravadora independente americana, estabelecida em Chicago, Illinois, Estados Unidos, em 1946 para gravar e lançar música rhythm and blues, jazz e gospel.
A empresa foi estabelecida em agosto de 1946 pelo empresário nascido em Chicago, Lee L. Egalnick (1921–2000). Ela lançou discos de músicos como Rudi Richardson, Memphis Slim, Sonny Thompson, Piney Brown, Dick Davis, Gladys Palmer, Eddie Chamblee, Al Hibbler e Robert Anderson.
Em 1948, "Messin' Around" de Memphis Slim, e "Long Gone" e "Late Freight" de Sonny Thompson todos alcançaram o número 1 na parada de R&B da Billboard dos Estados Unidos. (conhecida na época como a parada de "Race Records").
Egalnick deixou a gravadora em 1950 para fundar a Premium Records, e seu associado Lew Simpkins logo o seguiu, fechando a gravadora.
O nome foi brevemente usado em 1961 pela Motown Records e posteriormente por gravadoras não relacionadas na Austrália e no Reino Unido durante os anos 1970.